# 绍莫什鞑靼村
绍莫什鞑靼村（匈牙利語：Szamostatárfalva）是匈牙利索博尔奇-索特马尔-拜赖格州所辖的一个村。总面积4.50平方公里，总人口313，人口密度69.6人/平方公里（2011年1月1日）。